# 尤金·斯盧茨基
尤金·史拉斯基（俄语：Евге́ний Евге́ньевич Слу́цкий，羅馬化：Evgeny "Eugen" Evgenievich Slutsky，1880年4月7日—1948年3月10日），俄羅斯統計學家及經濟學家。

## 史拉斯基的經濟學研究
史拉斯基在經濟學歷史上以推導出微觀經濟學上有名的史拉斯基方程而聞名，此方程揭示了消費者需求的關係：史拉斯基方程把商品價格變化導致的需求量變化分解成替代效果和所得效果，前者指由於兩種商品之間的交換比率的變化所引起的需求變化；後者指由更高購買力而引起的需求變化。
與史拉斯基同代的西方經濟學家並不認識他。當中既有外部原因，例如1917年發生于俄國的十月革命以後，蘇維埃政權對知識分子的嚴加管制使很多學者為免受政治逼害而相繼停止發表與蘇維埃意識形態衝突的學説或著作；也有語言上的原因，史拉斯基開創性的經濟學著作《關於消費者預算的理論》（意大利文：Sulla teoria del bilancio del consumatore）在1915年發表于意大利的《經濟學家雜誌》。保羅·薩穆爾森指出，直到1936年他亦並未認識到史拉斯基於1915年發表的論文，既有一戰的原因，也因爲該文獻以意大利文完成。英國經濟學家羅伊·艾倫在1936年和1950年出版的論文傳播了史拉斯基有關消費者理論的學説。
1920年代，史拉斯基轉向研究統計學的概率論和隨機過程，然而史拉斯基對經濟學的興趣並未減退，他又於1927年發表另一篇有名的文章《作爲周期性過程來源的隨機原因之總和》（英文：The Summation of Random Causes as a Source of Cyclical Processes）。此文開闢了一種研究經濟周期理論的新方法。他在統計學的成就乃史拉斯基定理。
1930年代以後，史拉斯基停止研究經濟學。有觀點認爲，當時蘇聯的經濟學家爲了避免自身的學術觀點與政府推行的經濟政策互相抵觸、避免受牽連於各式各樣的政治運動，不少經濟學家被逼與過去徹底割斷關係，要麽遠離學術界、要麽更改專業，更有甚者適應蘇維埃政府的意識形態。
史拉斯基對經濟學的貢獻是採用高等數學演繹的，他的成就被羅伊·艾倫和約翰·希克斯爵士發現，並加以肯定。約翰·希克斯在其1939年發表的著作《價值與資本》上介紹（按希克斯自己使用的術語），而且採取相對簡單的數學和圖表解釋替代效果和所得效果。替代效果中價格發生變動，而消費者的購買力保持不變以使初始的消費束仍能支付得起的情況下需求所發生的變動，稱之爲“史拉斯基替代效果”（有別於希克斯替代效果）。